# Scheepjeshof

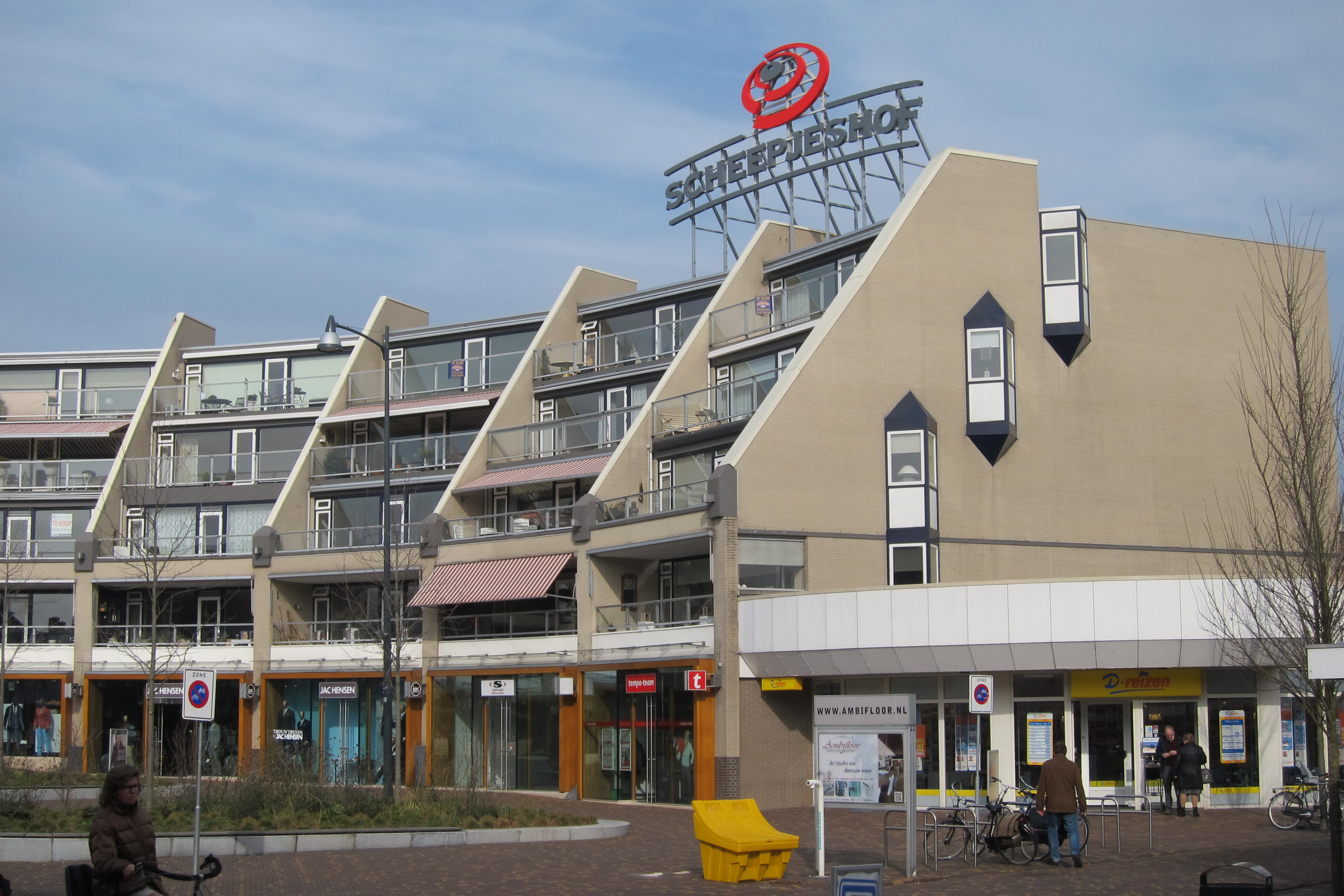
Winkelcentrum de Scheepjeshof in Veenendaal.

De Scheepjeshof is een winkelcentrum in het centrum van Veenendaal. Het winkelcentrum ligt tussen de Zandstraat (zuid), Hoofdstraat (oost), Nieuweweg (noord) en Wilhelminastraat (west).
Het winkelcentrum heeft een oppervlakte van 15.265m² en beschikt over een parkeergarage met 450 parkeerplaatsen en dateert uit begin jaren '90. Boven het winkelcentrum bevinden zich appartementen.
In 2009 is het centrum volledig gerenoveerd naar een ontwerp van de Engelse architect Paul Jones. Het centrum is gericht op discountformules. Het winkelcentrum is eigendom van Aberdeen European Shopping Property Fund.